# Jemens flagga
Jemens flagga antogs i samband med att Nordjemen och Sydjemen förenades 1990. Flaggan är den panarabiska trikoloren i rött-vitt-svart. Den röda färgen står för revolutionen, den vita för renhet och hoppet om en bättre framtid och den svarta syftar på gångna mörka tider.

## Tidigare flaggor
När de båda jemenitiska statsbildningarna skapades 1962 antog båda staterna flaggor som baserades på den egyptiska eller panarabiska flaggan, det vill säga en trikolor i rött, vitt och svart. När staterna förenades 1990 tog man bort stjärnan ur Nordjemens flagga och triangeln och stjärnan ur Sydjemens.

### Nordjemen
Den femuddiga gröna stjärnan i det mittersta vita fältet representerade samhörigheten mellan de arabiska folken.

Kungadömet Mutawakkilites flagga 1918–1923
Kungadömet Mutawakkilites flagga 1923–1927
Kungadömet Mutawakkilites flagga 1927–1962
Nordjemens flagga 1962
Nordjemens flagga 1962–1990

### Sydjemen
Det socialistiska Sydjemens flagga hade en ljusblå triangel vid den inre kanten med en röd stjärna. Triangeln symboliserade det jemenitiska folket, och stjärnan stod för det styrande socialistpartiet.

Brittiska Adens flagga 1838–1967
Sydarabiska federationens flagga 1962–1967
Sydjemens flagga 1967–1990